# Kosew
Kosew (prononciation [ˈkɔsɛf]) est un village de la gmina de Świnice Warckie, du powiat de Łęczyca, dans la voïvodie de Łódź, situé dans le centre de la Pologne.
Il se situe à environ 8 kilomètres au nord-est de Świnice Warckie (siège de la gmina), 14 kilomètres à l'ouest de Łęczyca (siège du powiat) et 45 kilomètres au nord-ouest de Łódź (capitale de la voïvodie).

## Administration
De 1975 à 1998, le village était attaché administrativement à l'ancienne voïvodie de Konin.
Depuis 1999, il fait partie de la nouvelle voïvodie de Łódź.